# Mallinden
Die Mallinden (auch Mahllinden) sind ein Naturdenkmal und ein historischer Gerichtsplatz an der Grenze zwischen Oberdorla und Niederdorla in der Gemeinde Vogtei südlich von Mühlhausen im Unstrut-Hainich-Kreis in Thüringen, unweit des Mittelpunkts Deutschlands. Am 7. Mai 2022 erhielt die Linde mit dem größten Stammumfang von der Deutschen Dendrologischen Gesellschaft die Auszeichnung zum Nationalerbe-Baum.

## Naturdenkmal
Bei den Mallinden handelt es sich um eine Gruppe aus drei alten Linden. Die älteste, eine Sommerlinde (Tilia platyphyllos) mit 9,30 m Stammumfang, wird auf ein Alter von 400 Jahren geschätzt. Die beiden anderen sind etwa 200 Jahre alte Winterlinden (Tilia cordata) mit Stammumfängen von 5,17 bzw. 3,52 m. Die drei Linden bilden eine gemeinsame Krone aus und sind an der höchsten Stelle 25 m hoch. Die Baumgruppe steht an der Landstraße 1016 von Mühlhausen nach Eisenach und ist seit 1936 als Naturdenkmal geschützt. Der Stamm der ältesten der drei Linden soll schon vor 100 Jahren hohl gewesen sein und wurde zum Baumerhalt mit Ziegeln und Beton ausgefüllt.

## Historische Bedeutung
Der Ort wird für die ehemalige Gerichtsstätte der Mark Dorla gehalten und ist mit einem Steinernen Tisch versehen, an dem nach der Überlieferung Gericht gehalten wurde. Nach alten Schriften wurden hier auch Hinrichtungen vollzogen, so an einer Frau, die auf dem Scheiterhaufen als Hexe verbrannt wurde.

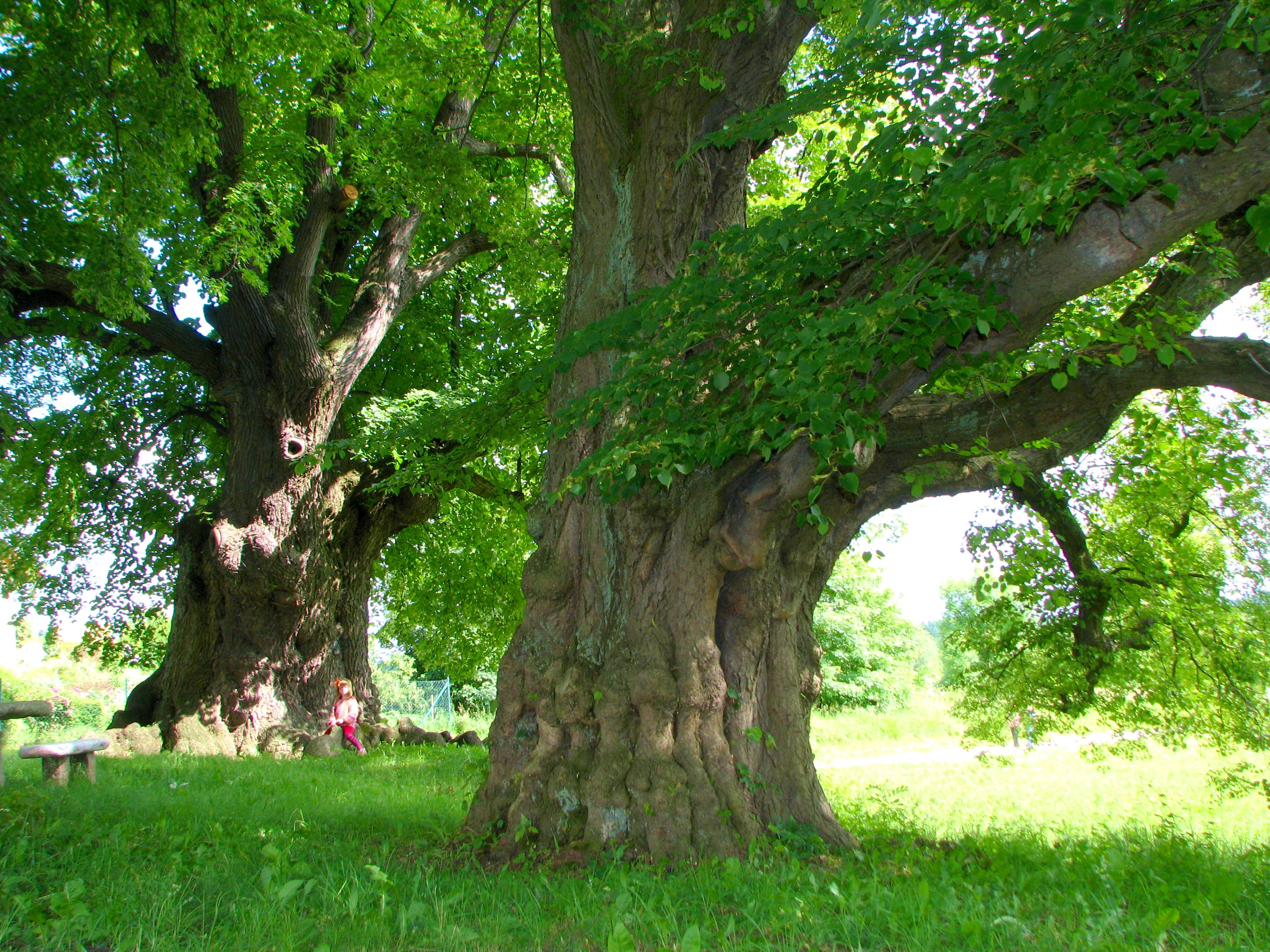
Mallinden von Westen
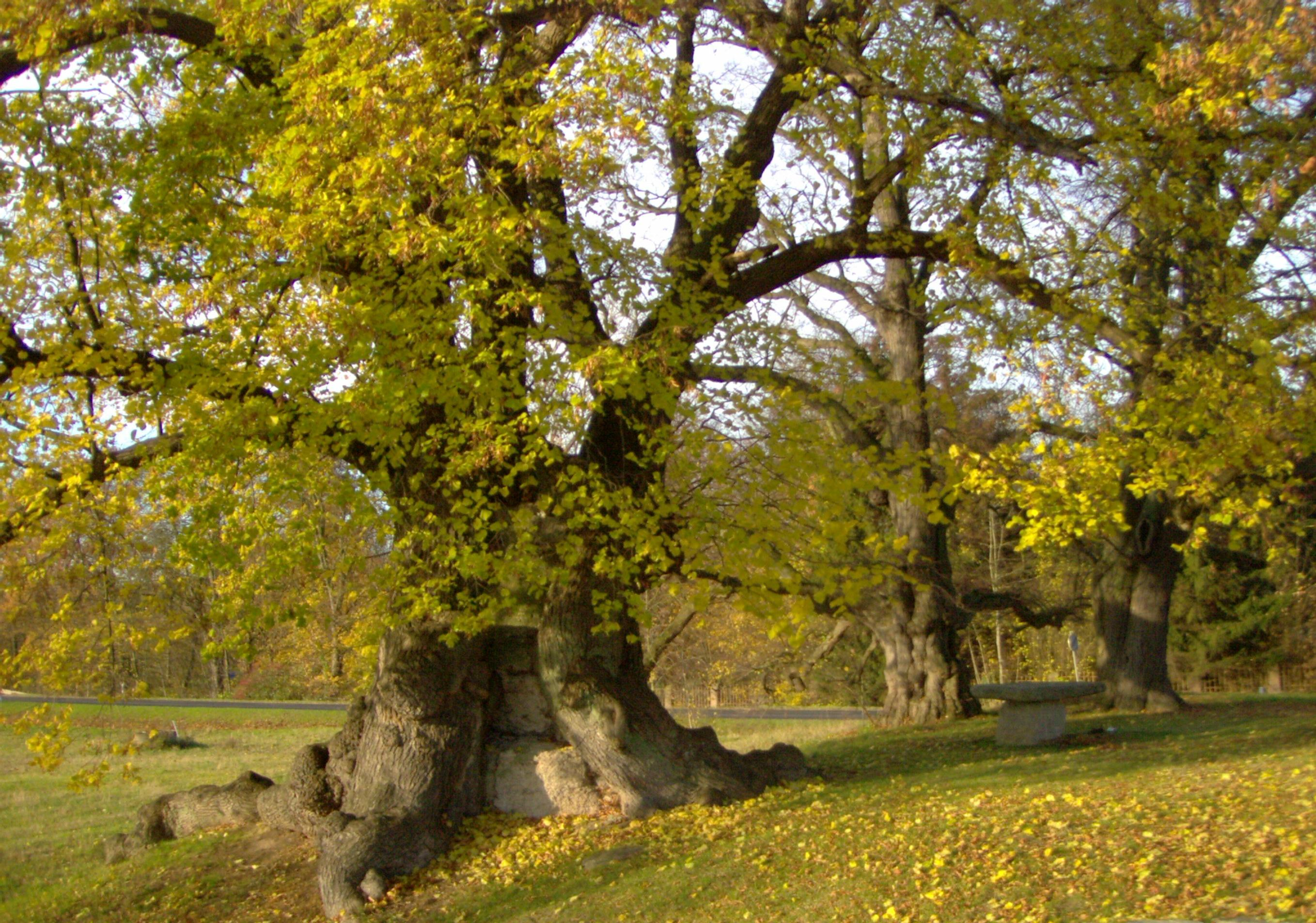
Im goldenen Herbstlaub
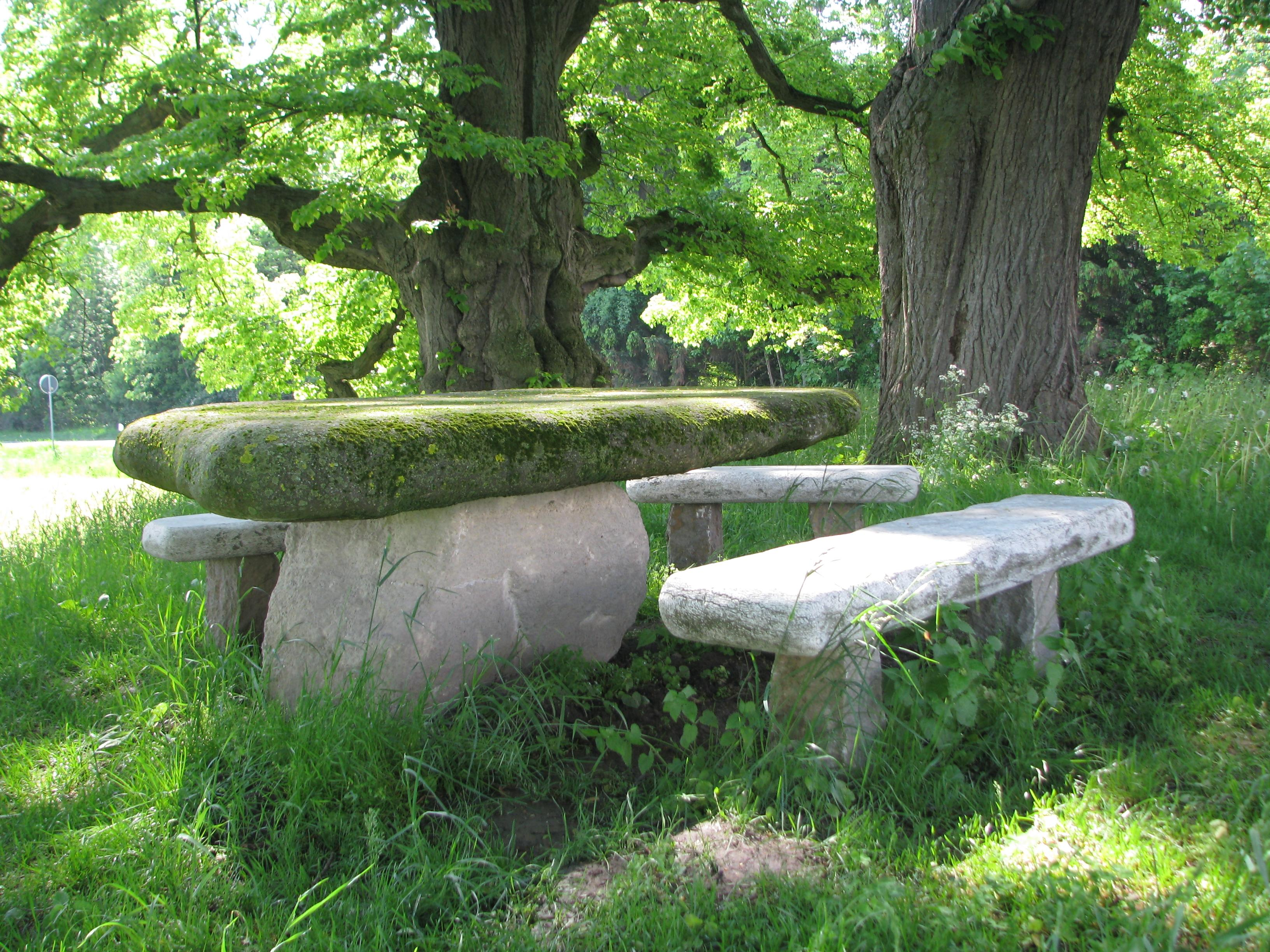
Steinerner Tisch
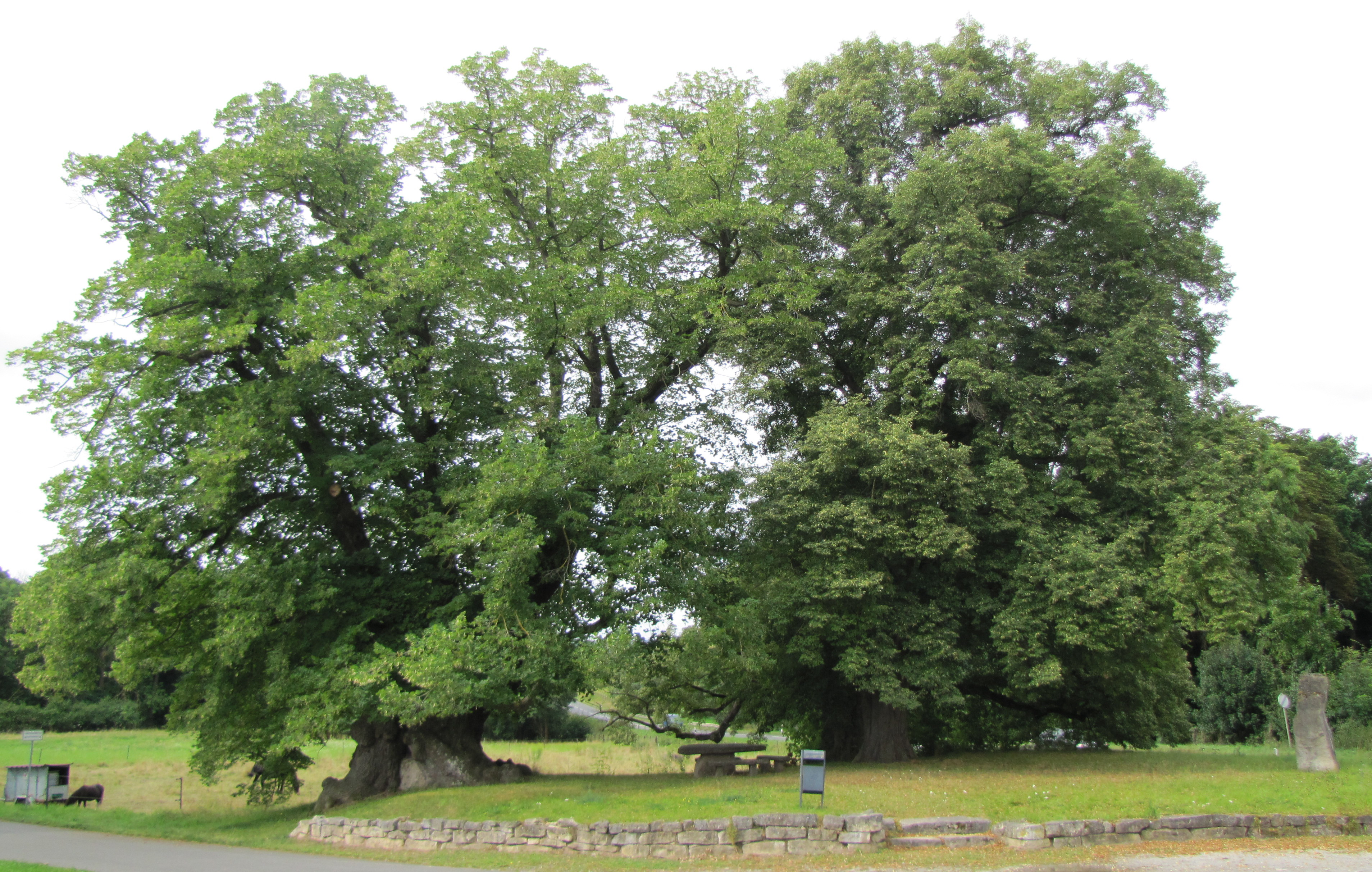
Die Mallinden Oberdorla 2021